# Tréméven, Finistère

Tréméven este o comună în departamentul Finistère, Franța. În 1 ianuarie 2022 avea o populație de 2.378 de locuitori.